# Montaña de Tindaya
Tindaya es una montaña situada junto a la localidad homónima en el municipio de La Oliva, en la isla de Fuerteventura (Canarias, España). Dista 6 km del océano Atlántico, en el Llano de Esquinzo a 150 m hasta una cota cercana a los 400,5 m. La montaña de Tindaya es considerada el monumento natural más emblemático de la isla de Fuerteventura.

## Características

### Geológicas
Tindaya es resultado de procesos de intrusión que formaron un domo de cuarzo-traquítico, atravesado por una red de diques basálticos irregular y discontinua, con espesores de 1-2 metros y con direcciones N20º-25ºE. Su naturaleza intrusiva en las coladas miocenas es únicamente visible en su flanco NE.
La roca que lo constituye presenta un color gris-marrón claro con un veteado peculiar.

### Geomorfológicas
En su conjunto, la intrusión de roca traquítica de Tindaya presenta una base elíptica cuyo eje mayor, dispuesto en dirección NE-SO, tendría una longitud de unos 1200 metros y el menor 750 metros. Sobre dicha elipse se levanta la propia montaña que presenta un perfil triangular, cuyo vértice se sitúa a 225 metros sobre el nivel de la llanura circundante y a 400 metros sobre el nivel del mar, teniendo una elevada pendiente en todas sus vertientes.

### Climáticas
El clima en torno a la montaña de Tindaya, al igual que el resto de la isla de Fuerteventura, es árido y ventoso, con escasas precipitaciones y temperaturas medias altas durante casi todo el año. Se puede decir que la influencia del alisio es la nota predominante, actuando como termorregulador.

## Patrimonio cultural
Tiene un especial interés histórico y arqueológico por la cantidad de grabados rupestres que alberga. Tindaya constituía un lugar sagrado para la población aborigen de Fuerteventura, los majos, que esculpieron sobre ella más de 300 grabados con formas de pie o podomorfos. Los grabados podomorfos tradicionalmente se han considerado que están presentes en Canarias solo en las islas de Fuerteventura y Lanzarote, aunque en la actualidad han sido localizados también en las islas de Tenerife, Gran Canaria y El Hierro. También hay en zonas de influencia cultural bereber del norte de África. No se sabe con exactitud su significado, aunque se ha descubierto que los podomorfos de Tindaya están orientados hacia el Teide en Tenerife y hacia la isla de Gran Canaria. Precisamente, desde la cima de Tindaya se puede divisar con facilidad en los días despejados la silueta del Teide, situada en dirección suroeste. A su vez, también se han hallado grabados podomorfos en Lanzarote que están orientados hacia la Montaña de Tindaya, este último dato desmuestra que la importancia religiosa-cultural de Tindaya en la época aborigen rebasó los límites de la isla de Fuerteventura.
Tindaya ha sido declarada Bien de Interés Cultural. Además de su valor histórico, la montaña ha sido reconocida como Monumento Natural y Punto de Interés Geológico por la Administración canaria. A pesar de todo, el alto valor ornamental de su traquita ha hecho que la piedra de Tindaya haya sido explotada hasta fechas recientes.

## Proyecto de Chillida
En 1993 el artista vasco Eduardo Chillida idea una obra escultórica para la montaña de Tindaya, que supondría un gran cubo de vacío en el interior de la montaña, así como oquedades hacia el exterior. Este proyecto ha provocado la reacción de científicos y arqueólogos, así como de diversos colectivos ecologistas y conservacionistas, que alegan que se pondría en peligro tanto la "estructura" de la montaña (debido a su vaciado) como los grabados podomorfos dejados por los majos. 
Por otro lado, una serie de supuestas irregularidades y corruptelas políticas relacionadas con la extracción y comercialización de la roca que debía extraerse para realizar la obra desembocan en el conocido como "Caso Tindaya", archivado por la Justicia. Tras numeroso parones y retrasos, en 2019 el proyecto fue descartado por el Cabildo de Fuerteventura después de 25 años de su inicio.